# TranCYST
 (novembre 2014).
TranCYST est un réseau de formation initiale Marie Curie (en) (ITN) de 4 ans qui a pour sujet la Polykystose Rénale Autosomique Dominante (PKD). Ce projet de recherche translationnel fait partie du Septième programme-cadre de la Commission européenne et a commencé le 1er décembre 2012 pour une fin fixée au 30 novembre 2016.

## Contexte
La polykystose rénale dominante (ADPKD) qui affecte entre 1/400 et 1/1000 personnes est la maladie héréditaire monogénique rénale la plus fréquente. Les patients développent entre autres des kystes rénaux qui vont conduire à un élargissement massif et douloureux des reins. Le nombre et la taille de ces kystes augmente progressivement avec l'âge, pouvant entraîner une insuffisance rénale chronique terminale chez la moitié des patients à l'âge de 50 ans qui vont alors nécessiter une dialyse ou une transplantation rénale. Les traitements ont pour but de réduire les symptômes et retarder l'insuffisance rénale, cependant aucune thérapie n'existe à l'heure actuelle. 

## But
De manière générale, le but du réseau TranCYST est de transposer les découvertes de la recherche basique sur ADPKD vers la pratique clinique. Ses objectifs incluent "la caractérisation des changements métaboliques pathologiques, la validation de modèles précliniques de la maladie, l'identification et tests précliniques de médicaments, l'établissement de nouveaux outils pour la détection précoce de la maladie et le suivi de la progression de la pathologie kystique rénale, ainsi que l'évaluation des essais cliniques en cours". Cette approche multidisciplinaire requiert une collaboration entre chercheurs de formations scientifiques différentes et complémentaires. 
Le réseau TranCYST offre également un programme de recherche translationnel et multidisciplinaire à de jeunes chercheurs, pour les préparer à devenir des scientifiques de renom de la recherche européenne académique ou industrielle sur ADPKD.

## Partenaires
Le réseau TranCYST comprend 5 groupes académiques et 2 partenaires du secteur privé de 6 pays Européens différents.
Groupes académiques
- Leids Universitair Medisch Centrum (LUMC) - Leyde, Pays-Bas
- Universität Zürich (UZH) - Zürich, Suisse
- University of Sheffield (USFD) - Sheffield, Royaume-Uni
- Institut national de la santé et de la recherche médicale (INSERM) - Paris, France
- Istituto di Ricerche Farmacoloiche Mario Negri (en) (IRFMN) - Bergame, Italie

Partenaires du secteur privé
- ServiceXS - Leyde, Pays-Bas
- Mosaiques Diagnostics - Hanovre, Allemagne

## Partenaires associés
- Universitair Medisch Centrum St. Radboud Nijmegen (UMCN) - Nimègue, Pays-Bas
- Universiteit van Antwerpen (UA) - Anvers, Belgique
- Otsuka Pharmaceutical Co., Ltd. (大塚製薬株式会社) (JP) - Osaka, Japon
- Orobix - Bergame, Italie
- PKD International (PKDI) - Genève, Suisse

## Projets
- LUMC : deux projets sont en cours à l'université de Leyde :
  - Les mécanismes biologiques et moléculaires de formation des kystes et de progression de ADPKD sont caractérisés afin de découvrir des cibles thérapeutiques adaptées au traitement de la maladie.
  - Des techniques de pointe d'analyses statistiques et la technologie de biosémiotique sont utilisées afin de découvrir de nouveaux aspects de l'étiologie de la maladie.
- UZH : deux projets sont en cours à l'Université de Zurich :
  - À un stade précoce de la PKD, les dysfonctions de transports dans les tubules proximaux sont étudiées dans plusieurs modèles de rongeurs afin de mieux comprendre les différents mécanismes qui participent à la formation et progression des kystes.
  - L'impact d'ADPKD sur la santé est étudié d'un point de vue épidémiologique. Les principaux axes de recherche décrivent la pathogenèse d'ADPKD, les facteurs de risque, les ressources, la comorbidité et quelques aspects d'économie de la santé.
- USFD : deux projets sont en cours à l'Université de Sheffield :
  - Des composés sont testés par rapport à leur capacité à ralentir la progression de la maladie dans un modèle de ADPKD, dans le but de trouver de nouvelles stratégies thérapeutiques et comprendre les voies métaboliques sous-jacentes.
  - Des réseaux microARNs / gènes sont caractérisés pour mieux comprendre le rôle de ces acides nucléiques dans la pathogénécité de ADPKD.
- INSERM : un projet est en cours à l'Université de Paris :
  - Le rôle du facteur de transcription Hnf1β dans la glomérulogenèse et la spécification et l'extension tubulaires est étudié pour définir la nature des kystes du glomérule chez les patients MODY5/Hnf1β.
- IRFMN : un projet est en cours à l'Institut Mario Negri :
  - Le développement de techniques de quantification et classification du volume rénal plus performantes, la caractérisation de nouveaux biomarqueurs de progression de la maladie et les essais cliniques sur les patients ADPKD sont les principaux axes de ce project.
- ServiceXS : un projet est en cours chez ServiceXS.
  - La technique de séquençage d'ARN à haut-débit et des méthodes de bioinformatique sont utilisées pour l'étude des profils d'expression géniques de modèles murins d'ADPKD. Les mêmes méthodes serviront à étudier le mécanisme d'action de potentiels agents thérapeutiques.
- Mosaiques Diagnostics : un projet est en cours chez Mosaiques Diagnostics.
  - La technique couplant Électrophorèse capillaire et Spectrométrie de masse est utilisée pour découvrir de nouveaux biomarqueurs de diagnostic précoce de ADPKD et pour étudier leur intérêt dans des modèles murins.